# 比利時高速鐵路

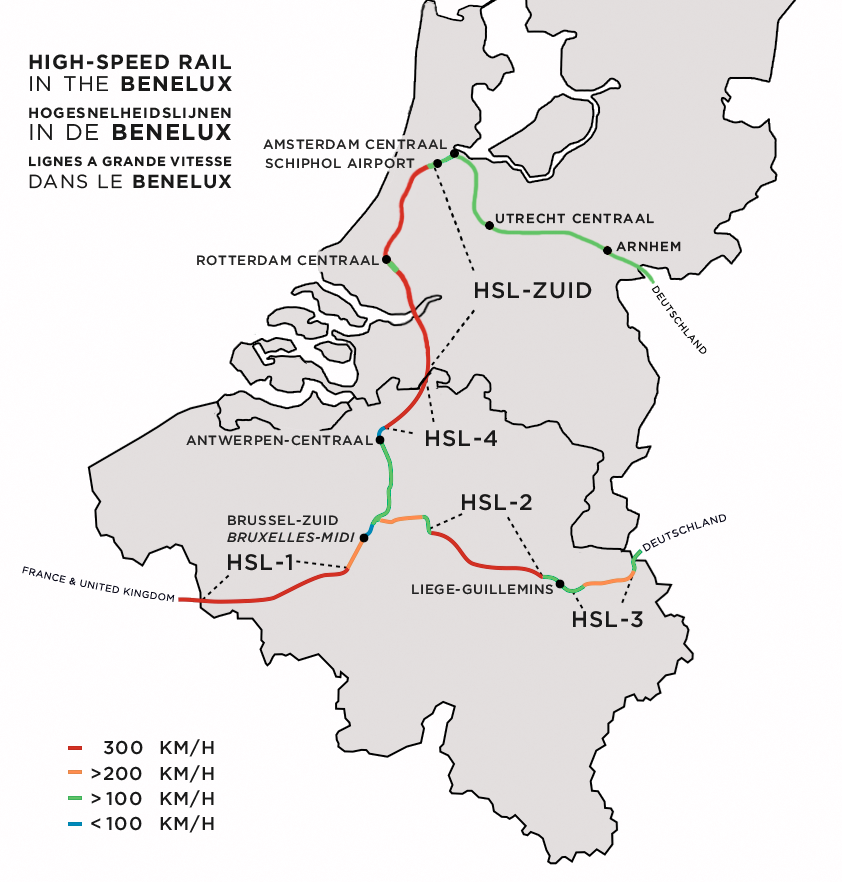
比利時和荷蘭的高鐵網絡

比利時高速鐵路網絡提供從比利時首都布魯塞爾到法國、德國和荷蘭的跨國運輸。高速鐵路網絡始於1997年開通通往法國的1號高速鐵路，2002年開通了2號高速鐵路，2009年開通了從列日到德國邊境的3號高速鐵路，以及開通了從安特衛普到荷蘭邊境的4號高速鐵路。

## 服務

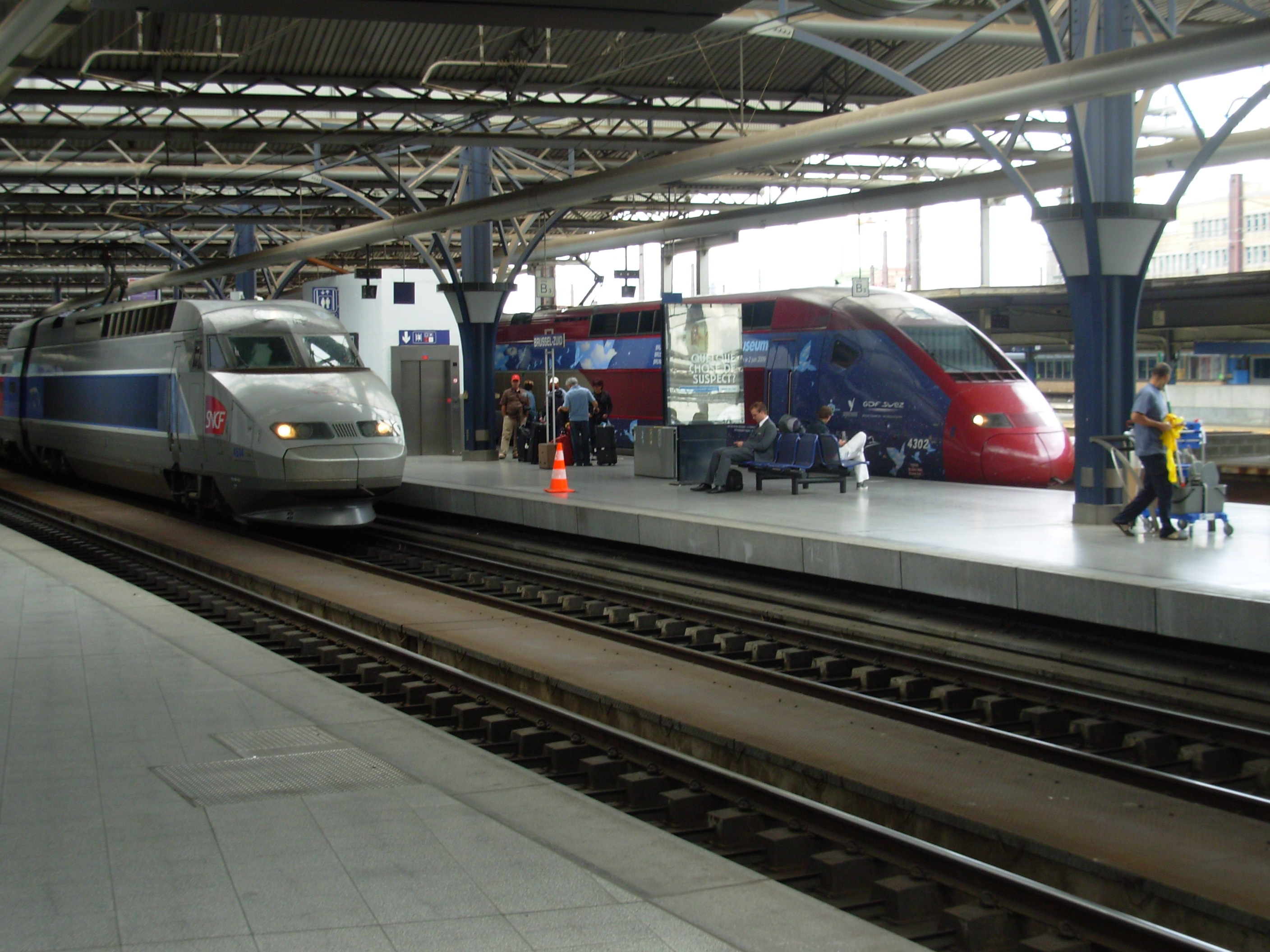
TGV和大力士列車同時在布魯塞爾南站停靠。

比利時目前有四個高速列車運營商：大力士高速列车、歐洲之星、TGV和ICE列車，所有運營商的列車都在比利時最大的車站布魯塞爾南站停靠，布魯塞爾北站、列日吉耶曼站和安特卫普中央车站也有列車停靠，但乘客無法購買比利時境內的高鐵車票，比利時高速鐵路不提供境內服務，境內城際服務由比利时国家铁路營運的城際列車 (IC)提供，列日和布魯塞爾之間的IC可以在2號高速鐵路上以200公里/小時的速度行駛。

## 路線
比利時有4條高速鐵路，1、2、4號線最高速度300km/h，3號線則為260km/h，與比利時採用3kV直流電供電的普通鐵路網不同，4條高速鐵路都是以25kV, 50Hz交流電供電。

### 列表
| 名稱        | 縮寫  | 兩端                              | 長度 (km) | 開通 | 限速    |
| ----------- | ----- | --------------------------------- | --------- | ---- | ------- |
| 1號高速鐵路 | HSL 1 | 布魯塞爾 - 法國邊境               | 88        | 1997 | 300km/h |
| 2號高速鐵路 | HSL 2 | (布魯塞爾) - 魯汶 - 昂斯 - (列日) | 64        | 2002 | 300km/h |
| 3號高速鐵路 | HSL 3 | 列日 - 德國邊境                   | 56        | 2009 | 260km/h |
| 4號高速鐵路 | HSL 4 | 安特衛普 - 荷蘭邊境               | 40        | 2009 | 300km/h |

## 車站
- 布魯塞爾南站
- 布魯塞爾北站
- 列日-吉耶曼车站
- 安特卫普中央车站